# 富原忠夫
富原 忠夫（とみはら ただお、1954年6月19日 - 2014年7月29日）は、競輪選手・日本競輪選手会第11代理事長（徳島支部所属）、日本自転車競技連盟会長。徳島県徳島市出身。日本競輪学校第43期卒業。初出走は1979年4月7日の松山競輪場で初勝利も同日。師匠は武市寛（33期・引退）。愛称は『富さん』。

## 戦績
小学校時代より野球のキャッチャーとして活躍し、徳島工業高から社会人野球の大倉工業に進む。ここでは、JABAベーブルース杯争奪大会でベスト4に貢献した経験を持つ。しかし、後に肩を壊したことが原因で野球を続けられなくなったため引退する。同級生だった武市寛（競輪学校33期生）の勧めにより競輪選手への転身を決意し、1978年に日本競輪学校の適性試験に合格して第43期生として入学する。競輪学校の同期には滝澤正光、佐々木昭彦、小川博美、北村徹らがおり、在校成績は33勝で19位だった。
デビュー以後は徹底的な先行戦法で上位に進出し、1981年以降は常時特別競輪（現在のGI）への参加機会を得るようになり、特に1988年の高松宮杯競輪（大津びわこ競輪場）決勝戦では、中野浩一と井上茂徳を後ろに従えて打鐘から主導権を奪い、同大会4連覇がかかっていた滝澤正光の捲りを不発にさせた。これが自身にとって最初で最後となる特別競輪の決勝進出で結果は9着に終わったものの、優勝した井上のグランドスラム達成を導く走りを見せた。
選手としてのピークを過ぎた後は、競走から離れて地元の選手会徳島支部の仕事に専念し、支部長から日本競輪選手会理事を経て、2011年4月に日本競輪選手会の理事長に就任する。同月6日には日本自転車競技連盟の会長にも就任し、日本における自転車競技選手団体のトップとなった。
その後選手会理事長は2012年6月20日をもって退任し、自転車競技連盟の会長職も副会長に代行させる形で退いた。同年6月26日の選手登録消除により競輪選手として引退。通算成績1550戦272勝。
2014年7月29日に直腸癌のため、徳島市内で死去。60歳。
性格は温厚で（先行選手は概して穏やかな人が多い）、また愛妻家でもあった。

## 競走スタイル
自身の体格を生かすため自転車のギア比率を大きめに設定し、ペダルに体重をかけて踏んでいくことにより強力な先行スピードを発揮させるという、当時としては異例の戦法でトップクラスと互角に戦い、最盛期には100kgを超える体重で4.00の大ギアを踏み込んでいたことから「重戦車」や「ダンプカー」と呼ばれるようになった。
ただ現代の大ギア戦法と違い、他の選手に先手を奪われた時の巻き返しに対応できなかったことから、先行できなければ惨敗するパターンが多かったため1着か着外という極端な成績を残しており、その分かりやすい競走から「逃げのみの人」とも呼ばれていた。